# 49 Aurigae
49 Aurigae è una stella bianca nella sequenza principale di magnitudine 5,27 situata nella costellazione dell'Auriga. Dista 447 anni luce dal sistema solare.

## Osservazione
Si tratta di una stella situata nell'emisfero celeste boreale; grazie alla sua posizione non fortemente boreale, può essere osservata dalla gran parte delle regioni della Terra, sebbene gli osservatori dell'emisfero nord siano più avvantaggiati. Nei pressi del circolo polare artico appare circumpolare, mentre resta sempre invisibile solo in prossimità dell'Antartide. La sua magnitudine pari a 5,3 fa sì che possa essere scorta solo con un cielo sufficientemente libero dagli effetti dell'inquinamento luminoso.
Il periodo migliore per la sua osservazione nel cielo serale ricade nei mesi compresi fra dicembre e maggio; nell'emisfero nord è visibile anche all'inizio dell'estate, grazie alla declinazione boreale della stella, mentre nell'emisfero sud può essere osservata limitatamente durante i mesi della tarda estate australe.

## Caratteristiche fisiche
La stella è una bianca nella sequenza principale; possiede una magnitudine assoluta di -0,41 e la sua velocità radiale positiva indica che la stella si sta allontanando dal sistema solare.